# Caligus longiramus
Caligus longiramus is een eenoogkreeftjessoort uit de familie van de Caligidae. De wetenschappelijke naam van de soort is voor het eerst geldig gepubliceerd in 2012 door Venmathi Maran, Ohtsuka & Jitchum.